# Сельское поселение Кротково
Сельское поселение Кротково — муниципальное образование в Похвистневском районе Самарской области.
Административный центр — село Кротково.

## Административное устройство
В состав сельского поселения Кротково входят:
- село Абдул-Завод,
- село Алёшкино,
- село Исаково,
- село Кротково,
- посёлок Атамановский,
- посёлок Новокротково,
- посёлок Новомочалеевка.